# Road Movie (film, 2001)
Pour les articles homonymes, voir Road movie (homonymie).
 (juillet 2025).
Pour plus de détails, voir Fiche technique et Distribution.
Road Movie est un court métrage belge de 20 minutes réalisé par Jean-Jacques Rousseau et Chris Albertine en 2001.
Jean-Jacques Rousseau, auteur maudit de films étranges, décide de faire un voyage initiatique en terre bretonne. Il est persuadé qu’un chaudron celtique – dont le double a été retrouvé dans une tourbière à Gundenstrüp au Danemark et est exposé au musée de Copenhague – se trouve au pied d'un dolmen enterré sous des pierres. Il s’agirait du chaudron sacré de l’immortalité. En le retrouvant, le cinéaste masqué espère devenir immortel par le biais du septième art. Réussira-t-il ?